# María Rosa Lida de Malkiel
María Rosa Lida de Malkiel (Buenos Aires, 7 novembre 1910 – Oakland, 25 settembre 1962) è stata una filologa classica, grecista, medievista, ispanista e classicista argentina naturalizzata statunitense, sorella minore del filologo Raimundo Lida (1908-1979), nota soprattutto per l'acutezza dell'indagine critica da lei condotta sulla letteratura spagnola tra basso medioevo e rinascimento.

## Biografia
Originaria dell'Argentina, María Rosa Lida si diplomò nel 1927 al Liceo de Señoritas Figueroa Alcorta, con medaglia d'oro, e si laureò alla facoltà di Lettere e Filosofia dell'Università di Buenos Aires. Lavorò fino al 1947, anno in cui conseguì il dottorato summa cum laude in Lettere e Filosofia all'istituto di Filologia, sotto la direzione di Amado Alonso, insieme a suo fratello maggiore Raimundo Lida e ad Ángel Rosenblat.
Tenne corsi di latino e greco all'Università di Buenos Aires, ma quando l'autonomia universitaria fu calpestata dal governo di Juan Domingo Perón, María Rosa Lida andò in esilio negli Stati Uniti, dove sposò, nel 1948, il filologo russo Yákov Malkiel. Insieme a lui curò un'autorevole versione del Canto della schiera di Igor (Buenos Aires, 1967).
Ha insegnato presso l'Università della California a Berkeley, all'Università Harvard, a Stanford e all'Università dell'Illinois.
Si specializzò in filologia romanza, e divenne membro corrispondente della Real Academia Española (1953), per raccomandazione diretta di don Ramón Menéndez Pidal, e dell'Accademia Argentina di Lettere (1959).
Ha ricevuto una laurea honoris causa dallo Smith College.
Tra le sue opere da ellenista vi sono la traduzione dei nove libri dell Storie di Erodoto (Los nueve libros de la historia de Heródoto, 1949) e una introduzione al teatro di Sofocle (Introducción al teatro de Sófocles, Buenos Aires, 1944).
Dopo un breve ritorno in Argentina nel 1961, per rivedere le ultime bozze de La originalidad artística de «La Celestina», María Rosa Lida de Malkiel morì di cancro a Oakland, in California, dove abitava.
Il marito Yákov pubblicò in edizione postuma molti dei suoi lavori e appunti inediti.

## Pubblicazioni
- Libro de buen amor: selección. Edición de María Rosa Lida. Buenos Aires: Losada, 1941.
- Heródoto, Los nueve libros de la historia. Traducción y estudio preliminar por María Rosa Lida de Malkiel. Buenos Aires: W. M. Jackson, 1949.
- Juan de Mena, poeta del prerrenacimiento español. México: Colegio de México, 1950.
- La idea de la fama en la Edad Media castellana. México: FCE, 1952.
- Howard Rollin Patch: El otro mundo en la literatura medieval (seguido de un apéndice: “La visión de trasmundo en las literaturas hispánicas por María Rosa Lida de Malkiel”. México: Fondo de Cultura Económica, 1956
- Two Spanish masterpieces: "The Book of Good Love" and "The Celestina", Urbana: The University of Illinois press, 1961. [tradotto in spagnolo come Dos obras maestras españolas: El libro de Buen Amor y La Celestina. Buenos Aires: Eudeba, 1966].
- La originalidad artística de «La Celestina». Buenos Aires: EUDEBA, 1962.
- Jerusalen: el tema literario de su cerco y destrucción por los romanos. Buenos Aires: UBA, Facultad de Filosofía y Letras, 1972.
- Juan Ruiz: selección del “Libro de buen amor” y estudios críticos. Buenos Aires: EUDEBA, 1973.
- El cuento popular y otros ensayos. Buenos Aires: Losada, 1976.
- Estudios de literatura española y comparada. Madrid: José Porrúa Turanzas, 1977
- Herodes: su persona, reinado y dinastía. Madrid: Castalia, 1977.

Opere in italiano
- Studi di letteratura comparata. Tradizione classica e modernità iberica, Edizioni di Storia e Letteratura, 2006 ISBN 978-88-8498-205-6

### In memoriam
- Yakov Malkiel (curatore): María Rosa Lida de Malkiel Memorial. In: Romance Philology. Band 17, 1963, H. 1–2.
- Chica Salas, Francisca (curatore): Homenaje a María Rosa Lida de Malkiel. 2 Bde. Univ. de Buenos Aires, Fac. de Filosofía y Letras, Inst. de Filología y Literaturas Hispánicas "Dr. Amado Alonso". Buenos Aires 1962.

### Necrologi
- Ana María Barrenechea: María Rosa Lida de Malkiel. In: Davar. Band 107, Buenos Aires 1965, S. 105–110.
- Rodolfo Antonio Borello: María Rosa Lida de Malkiel. In: Cuadernos hispanoamericanos. Band 52, 1962, Nr. 156, S. 433–440.
- Roberto Fernando Giusti: María Rosa Lida de Malkiel. In: Boletín de la Academia Argentina de Letras. Band 27, 1962, Nr. 105–106, S. 347–350.
- Edith F. Helman: María Rosa Lida de Malkiel (1910–1962). In: Hispanic Review. Band 31, 1963, S. 66–69.
- Gonzalo Sobejano: María Rosa Lida de Malkiel 1910–1962. In: Romanische Forschungen. Band 75, 1963, S. 103–106.

### Studi
- Charles F. Fraker Jr.: María Rosa Lida de Malkiel on the "Celestina". In: Hispania. Band 50, 1967, S. 174–181.
- Ana M. Gómez-Bravo: Mará Rosa Lida de Malkiel (1910–1962) and Medieval Spanish Literary historiography. In: Jane Chance (Hg.): Women Medievalists and the Academy. University of Wisconsin Press, 2005, S. 723–732.
- Arancio Labandeira Fernández: Menéndez Pelayo y María Rosa Lida de Malkiel ante Celestina y la lena romana. In: Cuadernos para investigación de la literatura hispánica. Band 9, Madrid 1988, S. 7–10.
- Yakov Malkiel: Cómo trabajada María Rosa Lida de Malkiel. In: Homenaje a Rodríguez-Moñino. Band 1, Madrid 1966, S. 371–379.
- Yakov Malkiel: Las fuentes de los estudios josefinos de María Rosa Lida de Malkiel. In: Cuadernos del sur. Band 11, Bahía Blanca 1971, S. 9–18.
- Yakov Malkiel: Sobre la cronología interna de algunos trabajos de María Rosa Lida de Malkiel. In: Homenaje al Instituto de Filología y Literaturas Hispánicas Dr. Amado Alonso. Buenos Aires 1975, S. 243–252.
- Arnold G. Reichenberger: Herodotus in Spain. Comments on a neglected essay (1949) by María Rosa Lida de Malkiel. In: Romance Philology. Band 19, 1965, S. 235–249.

### Documenti
- Barbara De Marco: "Romance ha de ser...". The correspondence of Yakov Malkiel and María Rosa Lida, 1943 – 1948. In: Romance Philology, vol. 59, 2005, pp. 1–101.